# Маккензі Педінгтон
Маккензі Педінгтон (англ. Mackenzie Padington, 2 березня 1999) — канадська плавчиня.
Призерка Пантихоокеанського чемпіонату з плавання 2018 року.